# Sakine Cansız
Sakine Cansız (kurd. Sakîne Cansiz; ur. 1958 w Tunceli, zm. 9 stycznia 2013 w Paryżu) – kurdyjska aktywistka na rzecz praw mniejszości kurdyjskiej w Turcji, wysoko postawiona członkini Partii Pracujących Kurdystanu (PKK), bliska współpracowniczka Abdullaha Öcalana.

## Życiorys
Pochodziła z alewickiej rodziny kurdyjskiej. Miała siedmioro rodzeństwa i była najstarszą córką. Uczęszczała do szkoły podstawowej i średniej w Tunceli. W szkole średniej duży wpływ na jej poglądy miał nauczyciel Yusuf Kenana Deniz, który zapoznał swoją klasę z komunistyczną Rewolucyjną Federacją Młodzieży Turcji (Dev-Genç). W tamtym czasie usłyszała również o tureckim rewolucjoniście Denizie Gezmişie.
W 1969 jej ojciec wyemigrował do Niemiec. W 1973 Cansız wraz ze starszym bratem dołączył do niego w Berlinie. Po 11 miesiącach spędzonych za granicąwróciła do Tunceli, gdzie kontynuowała naukę w gimnazjum i zaręczyła się z Metinem. W tym czasie zaczęła angażować się w działania rewolucyjne, które nie były akceptowane przez rodzinę jej narzeczonego. Wkrótce potem uciekła do Ankary, gdzie po raz pierwszy spotkała Abdullaha Öcalana, z którym miała blisko współpracować. W wywiadzie wspominała ten okres: „W pewnym sensie porzuciłam rodzinę. Nie poddałam się presji, nalegając na rewolucjonizm. W ten sposób wyjechałam i udałam się do Ankary. Oczywiście wszystko odbywało się w tajemnicy”.
Była jedną z członkiń-założycielek PKK (pseudonim „Sara”) i pierwszą wyżej postawioną kobietą w organizacji. Na spotkaniu założycielskim PKK w Lice w południowej Turcji pod koniec września lub listopada 1978 (w którym uczestniczyło 22 osoby) reprezentowała Eâzığ, centrum administracyjne prowincji Eâzığ. Sakine Cansız i była żona Öcalana, Kesire Yıldırım, były jedynymi kobietami, które uczestniczyły w spotkaniu.
W 1979, niedługo po ukończeniu szkoły średniej, została aresztowana. Natomiast według „The Guardian” została aresztowana tuż po tureckim zamachu stanu w 1980. Została uwięziona wraz z innymi członkiniami PKK w więzieniu w Diyarbakır, gdzie w latach 1981-1989 34 więźniów zmarło na skutek tortur. Przebywając w więzieniu, Cansiz kontynuowała pracę na rzecz ruchu kurdyjskiego, stając się „legendą wśród członków PKK”.
Po uwolnieniu w 1991 przebywała w obozach PKK w libańskiej dolinie Bekaa, a następnie w północnym Iraku, gdzie walczyła pod dowództwem Osmana Öcalana. Oprócz walki organizowała i dowodziła tam kobiecymi oddziałami PKK. W połowie lat 90. wyjechała do Europy. Murat Karayılan wysłał ją tam, aby koordynowała europejski oddział PKK, najpierw w Niemczech, a następnie we Francji, gdzie zajmowała się sprawami cywilnymi grupy. Według "Hürriyet", została przeniesiona do Europy po tym, jak sprzeciwiła się egzekucji członka PKK Mehmeta Şenera. Francja przyznała Cansız azyl w 1998 po tym, jak nie zgodziła się z niektórymi wysoko postawionymi działaczami PKK. Została zatrzymana w Hamburgu w marcu 2007 na prośbę Turcji, ale zwolniono ją po protestach przeciwko jej zatrzymaniu w kwietniu 2007.

## Zabójstwo
10 stycznia 2013 ciało Sakine Cansız, zostało znalezione martwa wraz z dwiema innymi kurdyjskimi działaczkami, Fidan Doğan i Leylą Şaylemez. Wyniki sekcji zwłok określiły czas zgonu trzech kobiet na czas między godziną 18:00 a 19:00 dnia poprzedniego. Ich ciała znaleziono w Centrum Informacji Kurdystanu w Paryżu.
Trzy kobiety widziano ostatnio w środku centrum informacyjnego w środę po południu, kilka godzin później członek społeczności kurdyjskiej próbował odwiedzić centrum, ale drzwi były zamknięte. Trzy kobiety znaleziono martwe z ranami postrzałowymi w centrum informacyjnym w czwartek rano. Po raz pierwszy starszy członek PKK został zabity w Europie.
17 grudnia 2016 Ömer Güney, jedyny podejrzany o zabójstwo trzech kobiet, zmarł w swojej paryskiej celi więziennej z powodu ciężkiej choroby. Po jego śmierci francuskie władze podjęły decyzję o zamknięciu śledztwa. W maju 2019 śledztwo zostało wznowione.
Zarówno Turcja, jak i Francja potępiły zabójstwa trzech kobiet. Premier Turcji Recep Tayyip Erdoğan zasugerował, że morderstwa zostały dokonane z dwóch możliwych powodów: 1) w celu przerwania negocjacji władz tureckich z PKK lub 2) w celu przeprowadzenia wewnętrznej egzekucji w PKK. Wicepremier Turcji i rzecznik rządu Bülent Arınç potępił atak i złożył kondolencje.